# Pantodonty
Pantodonty (Pantodonta) – podrząd lub rząd wymarłych ssaków łożyskowych.
Znane były od paleocenu (zamieszkiwały wtedy Azję i Amerykę Północną. Jeden zaś wczesny rodzaj, Alcidedorbignya, odnaleziony został w Ameryce Południowej. O ile w paleocenie dorastały rozmiarów dzisiejszego kota, o tyle w eocenie rozwinęły się z nich roślinożercy wielkości krowy, największe lądowe stworzenia tamtych czasów. Wymarły nagle w środkowym eocenie.

## Klasyfikacja
W przeszłości zwierzęta tego rzędu był razem z przedstawicielami dinoceratów i ksenungulatów w jeden rząd Amblypoda ("tępe stopy").
Dziś jednak wiemy, że klasyfikacja ta nie była poprawna. Obecnie uważa się, że pantodonty spokrewnione był raczej z dzisiejszymi drapieżnymi i pangolinami, czasami włącza się je do rzędu Cimolesta.

## Nadrodziny i rodziny
- Rodzina Wangliidae
- Rodzina Coryphodontidae
- Rodzina Cyriacotheriidae

Nadrodzina Pantolambdoidea
- Rodzina Titanoideidae
- Rodzina Pantolambdodontidae
- Rodzina Pantolambdidae
- Rodzina Barylambdidae
- Rodzina Pastoralodontidae

Nadrodzina Bemalambdoidea
- Rodzina Harpyodidae
- Rodzina Bemalambdidae